# Carlos Bilardo
Carlos Salvador Bilardo (Buenos Aires, 16 de marzo de 1938) es un exfutbolista, exentrenador de fútbol y médico ginecólogo argentino. Como jugador, se desempeñó como mediocampista y desarrolló gran parte de su trayectoria en San Lorenzo y Estudiantes de La Plata durante los años sesenta. Como entrenador, es reconocido por llegar a dos finales de la Copa del Mundo con la selección de Argentina, siendo campeón en México 1986 y subcampeón en Italia 1990.
Tras formarse en las juveniles de San Lorenzo, Bilardo debutó en 1958 en el Ciclón, etapa donde jugó por cuatro años y logró un campeonato local en 1959. Luego fue traspasado al Deportivo Español, para más tarde recaer en Estudiantes de La Plata. En el pincharrata, Bilardo coincidiría con el pragmático entrenador Osvaldo Zubeldía, quien se convertiría en su mentor, y juntos liderarían al club platense a la mejor época de la historia del club, ganando tres copas Libertadores de forma consecutiva, y logrando el hito de coronarse campeón de la Copa Intercontinental 1968 al ganarle al Manchester United de Matt Busby en Old Trafford. Jugaría allí hasta 1970, donde tras ser relegado por el mismo Zubeldía, se retiraría del fútbol.
Como entrenador, empezaría a hacerse un nombre entrenando a Estudiantes en sus primeros años. Alcanzaría la final de la Copa Libertadores 1978 entrenando al Deportivo Cali, y conseguiría el Campeonato Metropolitano de 1982 con Estudiantes que lo llevaría a ser elegido para ser el entrenador de la selección argentina tras la salida de Menotti en España 1982. Luego de renunciar en 1990, tuvo etapas en Sevilla y Boca Juniors hasta su retorno a Estudiantes en 2004, que tras salvarlo del descenso, anunciaría su retiro definitivo.
Tras su etapa como entrenador ejerció como analista y comentarista deportivo en la cadena Fox Sports y en Futbolmanía RCN en Colombia durante la Copa América 2001. También ocupó el cargo de secretario de Deportes de la provincia de Buenos Aires. A finales de 2018 se detectó que sufre del síndrome de Hakim-Adams, una enfermedad neurodegenerativa por la cual está con cuidados constantes.

## Biografía
Hijo de un matrimonio de inmigrantes sicilianos de Mazzarino, transcurrió su infancia entre el fútbol, el estudio y el trabajo. Durante sus vacaciones escolares tenía que levantarse antes del amanecer para entregar los productos que vendía, como flores y frutas, al mercado de abasto de Buenos Aires. A pesar de que en su juventud militó en las juveniles de San Lorenzo, no abandonó su ambición de convertirse en médico, en concreto ginecólogo, profesión que ejerció durante un breve período. El mismo Bilardo confesó que en su época de divisiones inferiores en San Lorenzo entrenaba de mañana y en la noche estudiaba en la Universidad de Buenos Aires para obtener el título.
Bilardo es católico devoto, declaró «Yo soy muy católico... Siempre fui muy religioso, creo mucho en Dios, tengo una profunda fe».

## Carrera como jugador

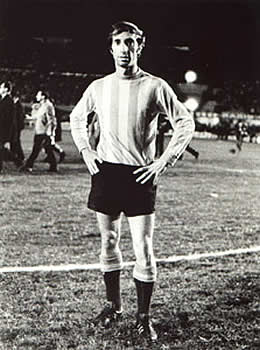
Bilardo con San Lorenzo de Almagro en 1959.

### A nivel clubes

#### Primeras temporadas en San Lorenzo y Deportivo Español
Bilardo se formó en las categorías inferiores de San Lorenzo de Almagro, hasta que en la temporada 1958 le llegó la oportunidad de jugar en el primer equipo. El 6 de agosto de 1958, a la una de la madrugada, Bilardo estaba estudiando el corazón de una rana cuando su madre lo llamó avisándole que debutaba por la mañana. Debutó en un partido ante el Club Atlético Atlanta por la Copa Suecia, donde anotó dos goles. Curiosamente, para el equipo local jugaban Carlos Timoteo Griguol y Osvaldo Zubeldía, personajes claves en la carrera de Bilardo.
Un centrocampista con gran recorrido y llegada al área, alternó como suplente en el Campeonato de 1959, ganado por el club, y en la Copa Libertadores 1960. Tras no obtener suficiente rodaje en San Lorenzo, durante las temporadas de 1961 a 1965 jugó con el Club Deportivo Español, en donde tuvo una destacada actuación, incluso siendo tercero en la tabla de goleadores en una de sus campañas, compartiendo con veintitrés goles la posición junto a Héctor Scandoli, jugador del Club Atlético Platense.

#### Estudiantes y el tricampeonato de América
En 1965, tuvo que decidir por fichar entre dos equipos, Estudiantes de La Plata y Argentinos Juniors, ambos clubes que terminaron en los últimos puestos en el campeonato anterior. Bilardo pensaba jugar por un año y con el dinero que había ganado, poner un consultorio y retirarse. Pensando que si fichaba por el Bicho no iba a tener ningún cliente, acabó en Estudiantes, equipo con el que coincidiría por primera vez con el entrenador Osvaldo Zubeldía.
En su primera temporada juntos, aportó para que el equipo pudiera evitar el descenso. Luego de dos años de formación de un equipo que combinaba talento juvenil con experimentados jugadores, Estudiantes disputó el Campeonato Metropolitano 1967 para pelear el torneo. Se produjeron dos victorias históricas para el equipo, una victoria ante Boca por 2 a 1 y ante Racing en el Cilindro por 1 a 0 (algo que no le ocurría desde hacía dos años a la Academia). El último partido tuvo la particularidad que Carlos Pachamé, compañero de Bilardo, fue expulsado del partido tras darle un puñetazo al propio Bilardo, que lo había insultado por haber lanzado un tiro libre con rapidez. El equipo se coronó campeón de forma épica; para poder pasar a la final, debía derrotar a Platense, pero Estudiantes ya estaba perdiendo por 3 a 1 en apenas nueve minutos del segundo tiempo, y con un jugador expulsado. Con gol de Bilardo, Verón y Madero, el Pincharrata lo dio vuelta y completó la hazaña en La Bombonera. En la final, derrotaron a Racing, que era finalista de la Libertadores de ese año, con un aplastante 3 a 0. El título significó una marca importante en la historia de Estudiantes, ya que dio puntapié inicial a la hegemonía que impondría en el plano internacional.  

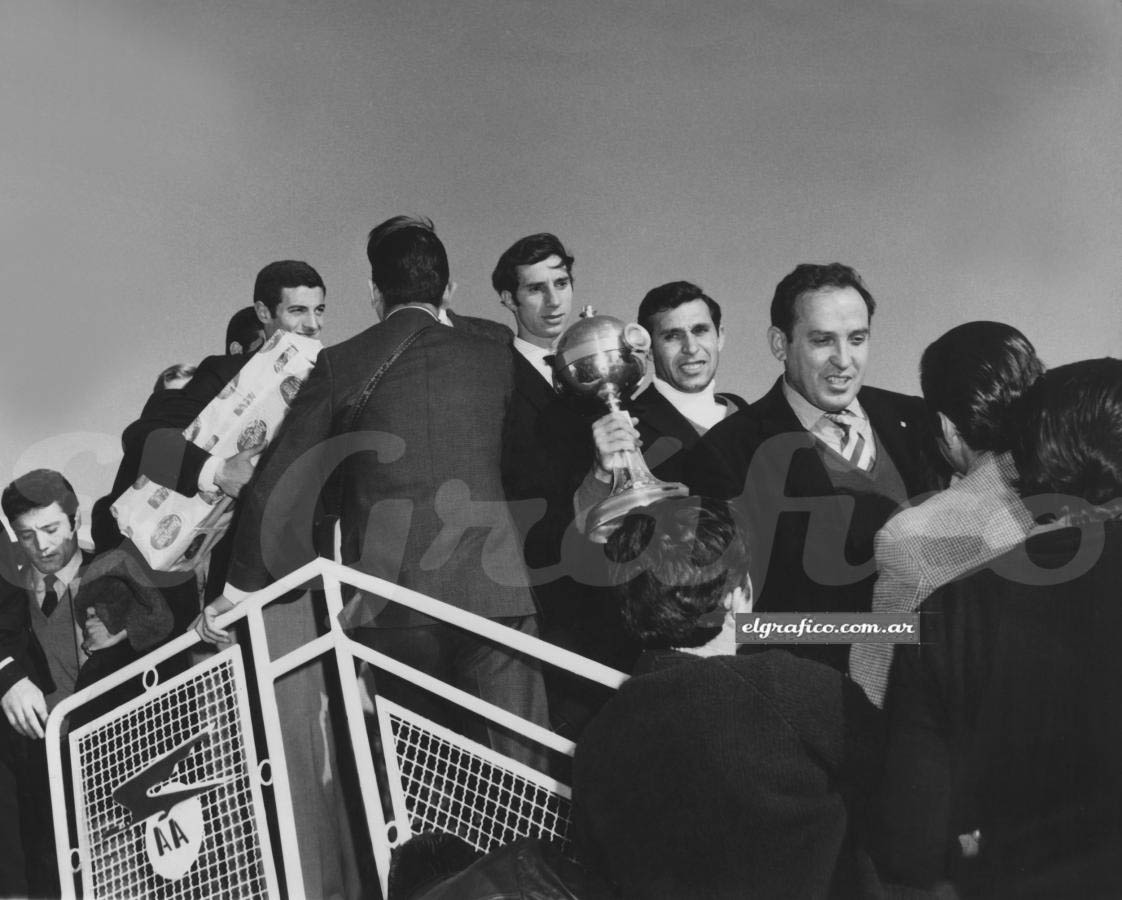
Bilardo bajando del avión en Argentina con la copa Libertadores en sus manos, 1968.

La primera Libertadores que disputarían coronó a Estudiantes como campeón de América de forma dominante, que a su vez, empezó a se notado en los medios por ser un equipo físicamente fuerte, duro y sacrificado. Con Bilardo haciendo dupla en el mediocampo junto a Pachamé, dejaron en el camino al vigente campeón, Racing, en una serie que se definió por desempate en El Monumental, así como la final ante Palmeiras, que debió definirse en Montevideo. Esto permitió a Estudiantes poder disputar la Copa Intercontinental ante el Manchester United de Matt Busby, que contaba en sus filas con George Best y Bobby Charlton. En la ida, jugada en La Bombonera Estudiantes ganó 1 a 0. En la vuelta el Pincha empató 1 a 1 en una verdadera batalla campal y se coronó campeón del mundo.
La siguiente edición convirtió a Estudiantes en bicampeón; clasificando directamente a las semifinales por vigente campeón, el conjunto platense derrotó a Nacional de Uruguay en La Plata y reconquistó el torneo. La final de la Intercontinental de ese año enfrentaba a Estudiantes y el Milan de Italia, en la que fue uno de los partidos más violentos de la historia de la competición; tres jugadores de Estudiantes acabaron presos en la cárcel de Devoto (de allí se produjo una de las frases más míticas de Bilardo, «gloria o Devoto»), el propio Bilardo recordó años después: «El club también quería tomar medidas y nosotros no dudamos en responder que nos íbamos todos. Este fue el episodio más duro que me tocó vivir. Hasta fuimos a ver a un abogado para que nos aconsejara qué podíamos hacer para quedarnos presos todos. Mi abuela, que era italiana, no me habló por un mes». El equipo empezó a ganarse una popularidad desmedida en los medios de ser «antifútbol» y uno de los más violentos del mundo. La etapa de Bilardo en La Plata acabó tras volverse tricampeón de América al volver a ganar la Libertadores, esta vez ante Peñarol, y con la derrota en la Intercontinental ante el Feyenoord de Holanda. El 16 de diciembre de 1970, Bilardo anunció su retiro profesional del fútbol para embarcase como director técnico.

### A nivel internacional
Como jugador ha sido internacional con la selección argentina, debutando en 1959 en los Juegos Panamericanos de Estados Unidos, obteniendo la medalla de oro con la selección.

## Carrera como entrenador

### Inicios en Estudiantes
"A los jugadores yo les hacía: pizarrón-video-pizarrón".
[cita requerida]

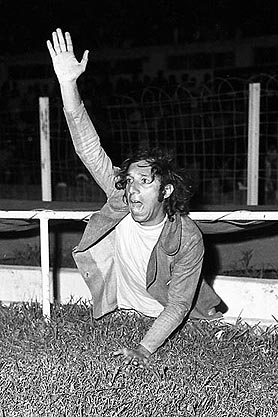
Bilardo entrenando a Estudiantes en 1976.

Su carrera desde el banco empezó en 1970 en el Club Atlético Huracán como segundo entrenador de Osvaldo Zubeldía. Allí estuvo solo un mes porque, debido a los malos resultados, el primer entrenador eligió irse. En 1971 asumió como director técnico de Estudiantes de La Plata, cuando el equipo corría riesgo de descender, y los excompañeros de Bilardo le pidieron que tomara el cargo. Según el técnico platense, la relación entre los jugadores estaba rota, así que los juntó en el vestuario para que cada uno se desquitara con su compañero. Debutó el 22 de agosto por el Metropolitano ante Independiente, y el equipo ganó diecinueve de los últimos veinticuatro puntos del campeonato, incluyendo victorias ante River, el clásico contra Gimnasia, y una goleada ante Racing. Tras la salvación, Bilardo renunció directamente, ya que no quería dirigir a sus excompañeros.
El 9 de enero de 1973, Bilardo regresó al banco de Estudiantes para disputar el Metropolitano de ese año. En ese mismo torneo, se enfrentó por primera vez, en un empate 3 a 3, a César Menotti, en aquel entonces entrenador de Huracán, con quien empezaría a formar una formal rivalidad en dos equipos que se habían vuelto revelaciones del fútbol argentino. Durante sus primeros dos años al mando del equipo, Bilardo buscó formar un equipo que combinara talento juvenil y experiencia, algo similar a lo hecho por Zubeldía. Para la temporada 1975, con un equipo mucho más consolidado, Bilardo tuvo su mejor año a cargo de Estudiantes, en un equipo que además contó con los retornos de la Bruja Verón, Carlos Pachamé, y Rubén Galletti. En el Nacional de ese año, Estudiantes se quedó a las puertas del título nacional, cuando perdió ante el River de Labruna en el Amalfitani en las últimas fechas del campeonato. Aun así, a pesar del subcampeonato, Estudiantes compitió por la clasificación a la Libertadores 1976 ante Huracán, el subcampeón anterior. El Pincha obtuvo una victoria épica por 3 a 2 y retornó a la competencia internacional tras cinco años de ausencia.
En la temporada 1976, Estudiantes bajó su nivel con respecto al año anterior; quedó tercero en el Metropolitano, la mejor posición de Bilardo como entrenador, pero quedó afuera del Nacional y de la Libertadores en fase de grupos. El 5 de enero de 1977 Bilardo anunció su renuncia al cargo, argumentando que el fútbol lo había «saturado por completo».

### Deportivo Cali
A pesar de su declaración previa y que sus intenciones estaban lejos de volver al fútbol, el Deportivo Cali de Colombia le ofreció un contrato con un alto salario para contratarlo como técnico, y Bilardo se convirtió en entrenador del conjunto colombiano en el verano de 1977. Con un equipo poderoso, que contaba con jugadores como Diego Umaña, Alberto Benítez y Néstor Scotta, Bilardo obtuvo éxito inmediato en Colombia al llegar a las semifinales de la Copa Libertadores de ese año, donde se enfrentó al mítico Boca del Toto Lorenzo, en una de las series más controversiales de la competición, y que además marcaría el primer encuentro de lo que sería una rivalidad entre ambos meticulosos entrenadores. Lorenzo acusó primero a Bilardo de haber evitado la televisación del partido anterior del Cali contra Libertad para que no revelara la táctica del equipo, y luego de haber llevado a su equipo a un hotel en Colombia donde existía constante ruido que evitaba la concentración de sus jugadores.Para contrarrestarlo Lorenzo evitó que Bilardo pudiera presenciar los entrenamientos de Boca; sin embargo, el entrenador del equipo colombiano se subió al alambrado de las instalaciones junto a fotógrafos para observar a sus rivales. La serie estuvo llena de polémicas, con el árbitro abandonando el campo escoltado por policías, y que acabó con la eliminación de Cali tras empatar dos veces con el conjunto de la Ribera.
Según un reportaje del diario El País, Bilardo admitió que "en esa época aprendió lo que era grabar partidos de fútbol", lo que se volvería una de sus insignias a la hora de entrenar, y que a su vez, intentó cambiar el color de vestimenta del club, ya que consideraba que el verde, que era el principal color de la camiseta del Cali, era de mala suerte, por lo que el equipo disputó varios partidos con una camiseta blanca. A nivel local, el equipo consiguió dos segundos puestos en sus dos años al mando, quedando detrás de Junior y Millonarios. En 1978, el rendimiento del equipo por Libertadores superó al del año anterior, llegando a la final, tras dejar en el camino a pesos pesados como Peñarol, Junior y Cerro Porteño, logrando llevar por primera vez en la historia a un equipo colombiano a la final de la Copa Libertadores. En la última serie de la Copa, Bilardo y Cali se volvieron a encontrar con el Boca de Lorenzo. Si bien la serie no contó con tantas controversias como el enfrentamiento pasado, el Cali venía con mucha fatiga por sobrecarga de partidos que acabó con una goleada por parte de Boca en La Bombonera.

### San Lorenzo, Selección Colombiana y regreso a Estudiantes
El 26 de enero de 1979, Bilardo tomó el cargo como entrenador de San Lorenzo de Almagro, que en esa época atravesaba una dura situación económica, en gran parte gracias a su afición hacia el club que lo formó como futbolista. Como el club debía muchas deudas, Bilardo redujo su plantel a apenas 15 jugadores para no tener costos. Como preparación para el torneo, el equipo realizó una gira por Japón, en donde llegó a enfrentar al Tottenham. A pesar de haber tenido buenas incorporaciones y un plantel prometedor, el rendimiento del equipo durante el Metropolitano fue discreto, finalizando 13°. Su último partido dirigido, el 2 de diciembre de 1979, fue el último partido de San Lorenzo en el Viejo Gasométro. Bilardo acabó renunciando tras no haber obtenido los resultados esperados.
Antes de regresar a Estudiantes, en 1980 Alex Gorayeb, el dirigente que lo había convencido de entrenar al Cali, repatrió a Bilardo, pero esta vez para hacerse al mando de la selección de fútbol de Colombia de cara a la clasificación para la Copa Mundial de Fútbol de España de 1982. Su proceso fue duramente criticado por sus jugadores y los medios por su meticulosa forma de encarar los partidos. Tras haber fracasado en su objetivo de clasificar al Mundial, en su autobiografía "Doctor y Campeón", Bilardo confesó que intentó tirarse por el balcón de un hotel en Lima, pero fue evitado por su preparador físico.

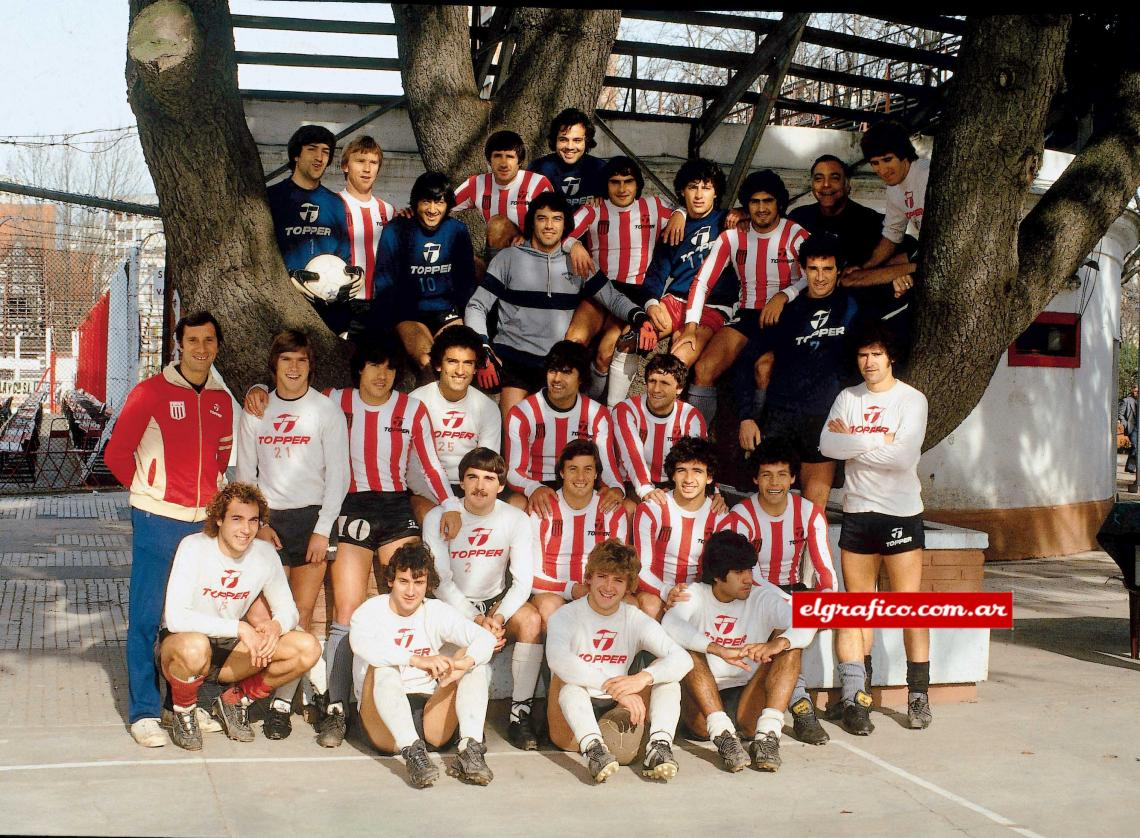
Bilardo junto al plantel de Estudiantes campeón en 1982.

En diciembre de 1981, Bilardo acordó regresar a Estudiantes, que durante ese año, había peligrado con el descenso. Durante el verano, El Narigón quería reforzar el plantel con Alejandro Sabella, un talentoso enganche que en esa temporada se encontraba sin rodaje en el Leeds United. Para ficharlo, Bilardo viajó exclusivamente a Inglaterra con apenas 2 mil dólares, y para intentar convencer al jugador, le mostró recortes de diarios que mostraban la dura crisis que atravesaba Argentina en ese momento para demostrar el esfuerzo que estaba haciendo Estudiantes. Sabella fue convencido, y Bilardo, para poder volver a Argentina, le pidió a su jugador recién fichado que le preste dinero, porque se lo había gastado todo para el fichaje. Además de la incorporación de Sabella, Bilardo combinó talentos juveniles, como José Daniel Ponce y Julián Camino, y experimentados jugadores como Galletti y Hugo Gottardi, además de realizar una excelente gestión de transferencias, incorporando futbolistas que se convertirían en figuras de la institución, como Miguel Ángel Russo, José Luis Brown y Marcelo Trobbiani. En el primer torneo del año, el Nacional, Estudiantes alcanzó las semifinales que terminó perdiendo ante Quilmes. Sin embargo, en el Metropolitano, Estudiantes tuvo una de sus mejores actuaciones en su historia por liga local, manteniéndose como líder durante todo el torneo y acabando como campeón el 14 de febrero de 1983 en una victoria 2 a 0 ante Talleres. El estilo de juego de aquel equipo fue aclamado por periodistas y medios, que en su dibujo táctico formaban con tres enganches, Sabella-Ponce-Trobbiani. Bilardo le dedicó el campeonato a su mentor, Zubeldía, que justamente había fallecido en diciembre de 1982.

### Selección Argentina
Después del fracaso de la selección argentina en el Mundial de España de 1982, Carlos Bilardo fue nombrado seleccionador, producto de la gran campaña realizada con Estudiantes de La Plata. La mayor meta de la AFA era volver a conseguir una Copa Mundial de Fútbol en 1986 y Bilardo traía consigo una nueva idea acerca de la concepción del juego de los equipos de fútbol y eso lo trasladó al seleccionado, incorporando nuevos jugadores para debutar en la selección, sobre todo jugadores de Estudiantes de La Plata e Independiente, equipos que en aquellos años despuntaban en el fútbol argentino. La conducción de Bilardo al frente del seleccionado estuvo plagada de críticas por parte del periodismo, sobre todo respecto de la concepción del juego que este trasladó al equipo, proveniente de la gloriosa época de Estudiantes de La Plata bajo la conducción de Osvaldo Zubeldía equipo en el cual Bilardo fue jugador y emblema.

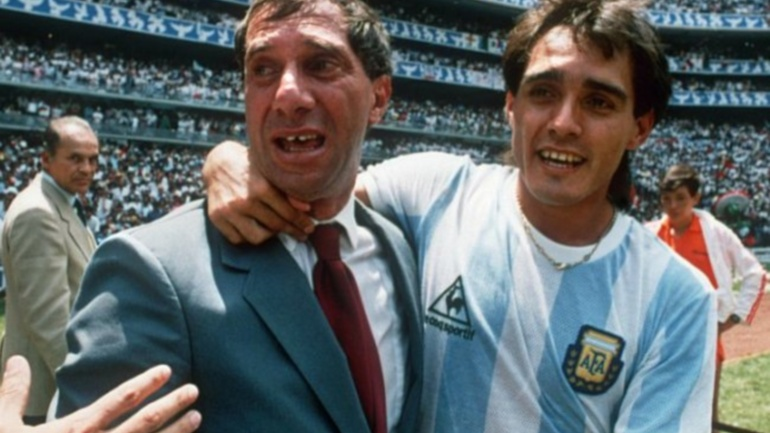
Bilardo festejando junto a Pedro Pasculli la consagración en el Mundial de México 1986.

El equipo fue capitaneado por Diego Maradona, a quien Bilardo nombró en detrimento de Daniel Passarella. En 1985, esa selección enfrentó las dificultosas eliminatorias hacia el Mundial de México 1986, y obtenida la clasificación gracias a una destacable intervención del mismo Passarella en el último partido, el 2 a 2 contra Perú. La presencia de Bilardo en el cargo fue objetada, al punto de difundirse rumores de que el gobierno de Alfonsín pretendía su alejamiento. 
Sin embargo, la selección obtuvo el Mundial de México 1986 de forma brillante e indiscutida, y Diego Maradona se proclamó el mejor jugador del mundo. El nuevo sistema de juego impuesto por Bilardo, compuesto por tres defensores, cinco centrocampistas y dos delanteros, asombró al mundo, al punto que la revista inglesa World Soccer lo reconoció como el último sistema táctico del siglo XX. Este logro le permitió a Bilardo un nuevo período de cuatro años al frente del seleccionado de cara al Mundial de Italia 1990.
Argentina llegó a ese mundial con un equipo diezmado por las lesiones, en el que se encontraban parte de las grandes figuras que en 1986 lograron la Copa del Mundo, junto a jóvenes jugadores como Claudio Paul Cannigia, Sergio Goycochea y Pedro Troglio. Debido a las lesiones que asolaron el plantel, como la recordada del dedo gordo del pie y el tobillo de Maradona, la pubalgia de Oscar Ruggeri o las lesiones musculares de Julio Olarticoechea y Jorge Burruchaga, por citar algunos, ese equipo no brilló tanto como el de cuatro años antes, pero demostraría oficio y mucha personalidad en situaciones adversas dejando en el camino a grandes favoritos como Brasil e Italia. Argentina, sin Claudio Caniggia, Julio Olarticoechea, Ricardo Giusti y Sergio Batista, suspendidos; Oscar Ruggeri, lastimado (siendo reemplazado al finalizar el primer tiempo por Pedro Monzón, quien sería expulsado más tarde) y Diego Armando Maradona con una lesión en el tobillo que atentó contra su rendimiento en toda la Copa; cayó en la final 1 a 0 ante Alemania Occidental con un gol a cinco minutos del final, tras un penal, es de resaltar que Argentina estaba con 9 hombres por las expulsiones de Gustavo Dezotti y Pedro Monzón. Luego del Mundial existió una fuerte polémica debido a que, según algunas versiones, durante el desarrollo del partido contra Brasil, Bilardo habría ordenado ofrecer botellas con agua que contenían una sustancia que producía somnolencia a los jugadores brasileños, en particular al defensor Branco. Esta versión fue confirmada por Maradona, pero siempre desmentida por Carlos Bilardo, así como por Julio Grondona. Por esta causa Sebastiao Lazaroni, técnico de la selección brasileña en ese mundial, declaró a distintos medios que solicitaría sanciones a la FIFA. Sin embargo, no se conoce que hayan existido presentaciones en ese sentido.
Luego de 1990, Bilardo decidió retirarse como entrenador de la selección, a pesar del pedido del público y del entonces presidente de la Nación, Carlos Menem, para que continuara.
No obstante, tras la catastrófica derrota de la selección argentina a manos de Colombia, 5 a 0 en septiembre de 1993, durante las eliminatorias para el Mundial de Estados Unidos, su nombre sonó nuevamente como reemplazo de emergencia ante la tambaleante situación en la que había quedado el entrenador argentino Alfio Basile. Pese a contar por lo bajo con el visto bueno del presidente de la Asociación de Fútbol de Argentina, Julio Grondona y del comité ejecutivo del mismo, de altos estamentos gubernamentales y el cariño de referentes del plantel, lo cierto es que nunca llegó a materializarse su vuelta.

### Sevilla
A mediados de la temporada 1992-1993 fichó por el Sevilla F. C. junto a Diego Maradona y Diego Simeone, en el que ambos permanecieron (Maradona, solo una temporada. Simeone, dos temporadas). El equipo andaluz terminó el campeonato en séptima posición, pero Maradona y Bilardo terminaron enfrentados después de que el jugador lo insultara en la cancha cuando el técnico decidió su reemplazo. Bilardo sería llamado de urgencia una vez más por la directiva del Sevilla F. C. en la temporada 1996-1997 a fin de mantener la permanencia del equipo en la liga española de fútbol. Bilardo estuvo en el cargo solamente cuatro fechas, habló con los jugadores sobre la situación del equipo y regresó a la Argentina. El Sevilla terminó la temporada en vigésima posición y descendió a la Segunda División.

### Boca Juniors
En 1996, Bilardo fue designado como entrenador del Club Atlético Boca Juniors bajo la reciente presidencia del club de Mauricio Macri. En el Torneo Clausura 1996 realizó una aceptable campaña, en la que el equipo por momentos peleó la punta del torneo a pesar de algunos irregulares resultados. Sin embargo, en las tres últimas fechas no logró ganar y obtuvo finalmente el quinto puesto. En cuanto a partidos importantes se destacan una histórica derrota de local frente a Gimnasia y Esgrima La Plata por 0 a 6 y la victoria en el Superclásico frente a River Plate por 4 a 1 con tres goles de Claudio Caniggia.
En la segunda mitad del año se disputaron la Supercopa 1996 y el Torneo Apertura 1996. En la copa internacional Boca se mostró sólido defensivamente y clasificó a la segunda fase del torneo ganando su grupo, pero quedó eliminado de manera invicta en cuartos de final por penales frente a Cruzeiro de Brasil, obteniendo un quinto puesto. En el campeonato local la campaña fue muy irregular, aunque se destaca otro triunfo frente a su archirrival River Plate por 3 a 2 con un recordado gol en tiempo de descuento de Guerra de cabeza. Sin embargo, la imposibilidad de pelear por el campeonato, más la ya consumada eliminación en la copa, harían que Bilardo dejara de ser entrenador. Fue reemplazado en las dos últimas fechas de manera interina por la dupla Francisco Sá y Roberto Mouzo, y el equipo finalizó en el décimo puesto.

### Cuarta etapa en Estudiantes
Bilardo volvió a Estudiantes de La Plata en la fecha 11 del Clausura 2003. En aquel año, el club estaba al borde del descenso, pero bajo su conducción, el equipo se repuso de esa grave situación y permaneció en la máxima categoría. Cinco victorias y cuatro empates en nueve fechas evitaron el temido descenso. Tras la victoria 1 a 0 frente a Gimnasia y Esgrima en la fecha 8 del Apertura 2003, Bilardo dejó su cargo en manos de Carlos Pachamé, por cuestiones personales que le impedía dedicarse de lleno a la preparación del plantel pincha, pero debió retornar a comienzos de 2004 debido a una serie de malos resultados de su ladero. Bilardo permaneció en el cargo, con forzadas intermitencias, hasta junio de 2004, cuando decidió retirarse de la dirección técnica por motivos familiares.

### Selección de Guatemala y Selección de Libia
Luego de dirigir a Estudiantes, llegó a la selección guatemalteca, el 2 de marzo de 1997 como encargado de selecciones en la Federación Nacional de Fútbol de Guatemala, y su debut como entrenador en la selección mayor fue el partido que correspondía a la Copa de Oro de 1998 contra El Salvador, y luego contra Brasil en el histórico empate que quedó 1 a 1 y por último frente a su similar de Jamaica donde perdieron 3 a 2 y de ahí dejaría su cargo como técnico interino y regresó a su puesto original. 
Con la selección de Libia estuvo entre el 31 de enero de 2000 hasta el 31 de mayo de ese mismo año, donde lastimosamente no logró clasificar a la selección libia, a la Copa Africana de Naciones, y abandonando el cargo.

### Otros cargos
Tras el subcampeonato obtenido por la selección nacional en Italia 1990, Bilardo trabajó como comentarista y periodista deportivo para varios canales de televisión, especialmente la cadena deportiva Fox Sports. Transmitió cuatro mundiales (1994, 1998, 2002 y 2006), dos para Canal 13 y dos para Telefé. También fue secretario de Deportes de la provincia de Buenos Aires, cargo que ocupó desde 2007 hasta 2008 que pasó a ser secretario de Selecciones Nacionales de la AFA.
El 28 de octubre de 2008, se dio a conocer la nueva dirección técnica de la selección de fútbol argentina, siendo designado Diego Maradona como director técnico y Carlos Bilardo como el director general de Selecciones Nacionales. Bilardo mantuvo este cargo durante los mundiales de Sudáfrica 2010 y Brasil 2014. Bilardo renunció en agosto de 2014 tras el anuncio de Gerardo Martino en la dirección técnica del seleccionado argentino.

## Legado
Carlos Bilardo se consideró un aprendiz del entrenador Osvaldo Zubeldía durante su etapa como jugador en Estudiantes de La Plata. Osvaldo, reconocido como revolucionario por su dedicación al prepararse, analizar rivales y sacarles ventaja en las jugadas preparadas tuvo una fuerte repercusión en Carlos Bilardo. Tras su retiro en 1970, Carlos sería elegido por sus compañeros para salvar del descenso al Pincha, logro que obtuvo. A partir de ahí, el técnico desarrolló una extensa carrera por Argentina, Colombia y España donde trató de mostrar todo lo que aprendió de su mentor, Osvaldo Zubeldía. Antes de su llegada a la Selección Argentina, obtuvo reconocimiento por tener una muy pragmática idea de hacer jugar sus equipos, una mentalidad contraria a la que practicaba la selección albiceleste en aquella época, liderada por César Menotti.
Al asumir como entrenador de la Selección Argentina, basó el juego de la selección en la formación 3-5-2, esto con la idea de sacar ventaja en el mediocampo (ya que vio que la mayoría de equipos de aquella época jugaban con dos delanteros, haciendo innecesario según él una defensa de 4 hombres). Utilizaría un líbero y dos stopper. En el mediocampo jugó con dos laterales-volantes, un volante central y dos volantes adelantados. En la delantera, el segunda punta, Jorge Burruchaga, se movía con libertad por toda la cancha y otro ejercía como referencia en el área. Con este trabajado sistema táctico logró ganar la Copa del Mundo 1986 y alcanzar la final en Italia 1990. Lógicamente para emplear este sistema primero trató de elegir los futbolistas adecuados para llevar a cabo la tarea. Futbolistas que el creyó eran los mejores en ese momento; que potencialmente plasmarían toda su idea. El sistema táctico 3-5-2 obtendría luego reconocimiento en Rinus Michels y Franz Beckenbauer. A pesar de eso nunca lograría una gran popularidad y pocos equipos lo continuaron empleando.
Pese a que durante mucho tiempo fue acusado de "antifútbol" por sus antideportivas formas de sacar ventaja a rivales, Bilardo utilizó el pragmatismo como fórmula para ganar en su carrera deportiva. Prueba de ello sería el Estudiantes de la Plata campeón 1982; que formaba con tres centrocampistas enganches puros: Sabella-Ponce-Trobbiani. Este equipo luego tuvo un fútbol vistoso que le valió para campeonar.
Luego de retirarse, su legado hizo que en Argentina apareciese una escuela de pensamiento basada en el estilo de juego de Zubeldía y Bilardo, denominado bilardismo. A partir de ahí varios entrenadores surgidos en la Argentina basaron su estilo de juego basados en dicha "escuela". Entre ellos, los más reconocidos fueron Alejandro Sabella, campeón de la Copa Libertadores 2009 con Estudiantes y finalista con Argentina del Mundial 2014, y Diego "Cholo" Simeone, quien fue jugador de Bilardo en sus últimos años en la selección, y que impuso su estilo de juego bilardista en el Atlético de Madrid, club al que devolvió a la élite europea y convirtió en uno de los mejores equipos del mundo. Este estilo sirvió como antítesis para aquellos equipos que practicaban un estilo de juego basado en la posesión y el mantenerse fiel a un sistema táctico, a pesar del resultado. Esta escuela se representó en el llamado menottismo por Menotti y en el bielsismo por Marcelo Bielsa.

## Serie de TV
En febrero de 2022 estrenó la serie televisiva Bilardo: el Doctor del Fútbol, la serie de HBO Max sobre la vida de Carlos Bilardo. El documental está dividido en cuatro episodios de 45 minutos que repasan la etapa del "Narigón" como entrenador de la Selección Argentina, al igual que hechos de su vida fuera de la cancha.

## Homenajes
El 7 de agosto de 1990 fue declarado Ciudadano Honorario de la Ciudad de La Plata por el Concejo Deliberante junto a Carlos Pachamé, el profesor Ricardo Echeverría y Raúl Madero en reconocimiento a su vida deportiva y profesional.
El 17 de febrero de 2022 recibió de parte de la Conmebol la Licencia Honorífica de Entrenador por su aporte al fútbol sudamericano. Exfutbolistas suyos como Oscar Ruggeri, Jorge Burruchaga, Sergio Batista y Ricardo Giusti le entregaron personalmente la distinción en su domicilio de Buenos Aires.
A los 84 años, Bilardo fue declarado el 30 de junio de 2022, Ciudadano Ilustre de la Ciudad de La Plata por parte del Concejo Deliberante, un día después de cumplirse 36 años de la consagración del seleccionado argentino en el mundial de México 1986.
En abril de 2023, Estudiantes presenta oficialmente una camiseta homenaje a Carlos Bilardo el cual fusiona el escudo de la Selección Nacional Argentina con el de Estudiantes.

## Trayectoria

### Como jugador
| Club                    | País      | Año       |
| ----------------------- | --------- | --------- |
| San Lorenzo             | Argentina | 1958-1961 |
| Deportivo Español       | Argentina | 1961-1965 |
| Estudiantes de La Plata | Argentina | 1965-1970 |

### Como entrenador
| Club                    | País      | Año       |
| ----------------------- | --------- | --------- |
| Estudiantes de La Plata | Argentina | 1971      |
| Estudiantes de La Plata | Argentina | 1973-1975 |
| Deportivo Cali          | Colombia  | 1977-1979 |
| San Lorenzo de Almagro  | Argentina | 1979      |
| Selección de Colombia   | Colombia  | 1980-1981 |
| Estudiantes de La Plata | Argentina | 1982      |
| Selección de Argentina  | Argentina | 1983-1990 |
| Sevilla F. C.           | España    | 1992-1993 |
| Boca Juniors            | Argentina | 1996      |
| Sevilla F. C.           | España    | 1997      |
| Selección de Libia      | Libia     | 2000      |
| Estudiantes de La Plata | Argentina | 2003-2004 |

### Como mánager
| Club                   | País      | Año       |
| ---------------------- | --------- | --------- |
| Selección de Guatemala | Guatemala | 1998-1999 |
| Selección de Argentina | Argentina | 2008-2014 |

## Estadísticas como entrenador
| Club | Div.                   | Temporada            | Torneo de Liga | Torneo de Liga | Torneo de Liga | Torneo de Liga | Torneo de Liga | Torneo de Copa*         | Torneo de Copa*         | Torneo de Copa*         | Torneo de Copa*         | Torneos internacionales** | Torneos internacionales** | Torneos internacionales** | Torneos internacionales** | Torneos internacionales** | Otras competiciones*** | Otras competiciones*** | Otras competiciones*** | Otras competiciones*** | Totales  | Totales | Totales | Totales | Totales  | Totales     | Totales | Totales | Totales |
| Club | Div.                   | Temporada            | PJ             | PG             | PE             | PP             | Pos.           | PJ                      | PG                      | PE                      | PP                      | PJ                        | PG                        | PE                        | PP                        | Pos.                      | PJ                     | PG                     | PE                     | PP                     | PJ       | PG      | PE      | PP      | Puntos   | % Victorias | GF      | GC      | Dif.    |
| --- | ---------------------- | -------------------- | -------------- | -------------- | -------------- | -------------- | -------------- | ----------------------- | ----------------------- | ----------------------- | ----------------------- | ------------------------- | ------------------------- | ------------------------- | ------------------------- | ------------------------- | ---------------------- | ---------------------- | ---------------------- | ---------------------- | -------- | ------- | ------- | ------- | -------- | ----------- | ------- | ------- | ------- |
| Estudiantes Argentina | 1.ª                    | 1971-M               | 13             | 6              | 5              | 2              | 13°            | -                       | -                       | -                       | -                       | -                         | -                         | -                         | -                         | -                         | -                      | -                      | -                      | -                      | 13       | 6       | 5       | 2       | 17/26    | 65.38%      | 17      | 14      | +3      |
| Estudiantes Argentina | 1.ª                    | 1973-M               | 32             | 12             | 9              | 11             | 7°             | -                       | -                       | -                       | -                       | -                         | -                         | -                         | -                         | -                         | -                      | -                      | -                      | -                      | 32       | 12      | 9       | 11      | 33/64    | 51.56%      | 51      | 47      | +4      |
| Estudiantes Argentina | 1.ª                    | 1973-N               | 15             | 7              | 3              | 5              | FG             | -                       | -                       | -                       | -                       | -                         | -                         | -                         | -                         | -                         | -                      | -                      | -                      | -                      | 15       | 7       | 3       | 5       | 17/30    | 56.67%      | 27      | 15      | +12     |
| Estudiantes Argentina | 1.ª                    | 1974-M               | 18             | 5              | 3              | 10             | FG             | -                       | -                       | -                       | -                       | -                         | -                         | -                         | -                         | -                         | -                      | -                      | -                      | -                      | 18       | 5       | 3       | 10      | 13/36    | 36.11%      | 21      | 28      | -7      |
| Estudiantes Argentina | 1.ª                    | 1974-N               | 18             | 8              | 4              | 6              | FG             | -                       | -                       | -                       | -                       | -                         | -                         | -                         | -                         | -                         | -                      | -                      | -                      | -                      | 18       | 8       | 4       | 6       | 20/36    | 55.56%      | 25      | 20      | +5      |
| Estudiantes Argentina | 1.ª                    | 1975-M               | 38             | 18             | 11             | 9              | 5°             | -                       | -                       | -                       | -                       | -                         | -                         | -                         | -                         | -                         | -                      | -                      | -                      | -                      | 38       | 18      | 11      | 9       | 47/76    | 61.84%      | 67      | 51      | +16     |
| Estudiantes Argentina | 1.ª                    | 1975-N               | 23             | 12             | 8              | 3              | 2°             | -                       | -                       | -                       | -                       | -                         | -                         | -                         | -                         | -                         | 1                      | 1                      | 0                      | 0                      | 24       | 13      | 8       | 3       | 34/48    | 70.83%      | 35      | 22      | +13     |
| Estudiantes Argentina | 1.ª                    | 1976-M               | 33             | 15             | 13             | 5              | 3°             | -                       | -                       | -                       | -                       | 6                         | 4                         | 1                         | 1                         | 1ªR                       | -                      | -                      | -                      | -                      | 39       | 19      | 14      | 6       | 52/78    | 66.67%      | 60      | 38      | +22     |
| Estudiantes Argentina | 1.ª                    | 1976-N               | 16             | 8              | 5              | 3              | FG             | -                       | -                       | -                       | -                       | -                         | -                         | -                         | -                         | -                         | -                      | -                      | -                      | -                      | 16       | 8       | 5       | 3       | 21/32    | 65.63%      | 23      | 14      | +9      |
| Estudiantes Argentina | 1.ª                    | 1982-N               | 20             | 9              | 8              | 3              | 1/2            | -                       | -                       | -                       | -                       | -                         | -                         | -                         | -                         | -                         | -                      | -                      | -                      | -                      | 20       | 9       | 8       | 3       | 26/40    | 65%         | 27      | 16      | +11     |
| Estudiantes Argentina | 1.ª                    | 1982-M               | 36             | 21             | 12             | 3              | 1°             | -                       | -                       | -                       | -                       | -                         | -                         | -                         | -                         | -                         | -                      | -                      | -                      | -                      | 36       | 21      | 12      | 3       | 54/72    | 75%         | 50      | 18      | +32     |
| Estudiantes Argentina | 1.ª                    | 2003-C               | 9              | 4              | 5              | 0              | 8°             | -                       | -                       | -                       | -                       | -                         | -                         | -                         | -                         | -                         | -                      | -                      | -                      | -                      | 9        | 4       | 5       | 0       | 17/27    | 62.96%      | 13      | 5       | +8      |
| Estudiantes Argentina | 1.ª                    | 2003-A               | 8              | 2              | 4              | 2              | Inc.           | -                       | -                       | -                       | -                       | -                         | -                         | -                         | -                         | -                         | -                      | -                      | -                      | -                      | 8        | 2       | 4       | 2       | 10/24    | 41.67%      | 6       | 5       | +1      |
| Estudiantes Argentina | 1.ª                    | 2004-C               | 19             | 5              | 6              | 8              | 14°            | -                       | -                       | -                       | -                       | -                         | -                         | -                         | -                         | -                         | -                      | -                      | -                      | -                      | 19       | 5       | 6       | 8       | 21/57    | 36.84%      | 19      | 29      | -10     |
| Total Estudiantes | Total Estudiantes      | Total Estudiantes    | 298            | 132            | 96             | 70             | -              | -                       | -                       | -                       | -                       | 6                         | 4                         | 1                         | 1                         | -                         | 1                      | 1                      | 0                      | 0                      | 305      | 137     | 97      | 71      | 382/646  | 59.13%      | 441     | 322     | +119    |
| Deportivo Cali · Colombia | 1.ª                    | 1977                 | 57             | 30             | 14             | 13             | 2°             | -                       | -                       | -                       | -                       | 10                        | 4                         | 3                         | 3                         | 1/2                       | -                      | -                      | -                      | -                      | 67       | 34      | 17      | 16      | 85/134   | 63.43%      | 118     | 73      | +45     |
| Deportivo Cali · Colombia | 1.ª                    | 1978                 | 59             | 21             | 22             | 16             | 2°             | -                       | -                       | -                       | -                       | 12                        | 6                         | 4                         | 2                         | 2°                        | -                      | -                      | -                      | -                      | 71       | 27      | 26      | 18      | 80/142   | 56.34%      | 101     | 83      | +18     |
| Total Deportivo Cali | Total Deportivo Cali   | Total Deportivo Cali | 116            | 51             | 36             | 29             | -              | -                       | -                       | -                       | -                       | 22                        | 10                        | 7                         | 5                         | -                         | -                      | -                      | -                      | -                      | 138      | 61      | 43      | 34      | 165/276  | 59.78%      | 219     | 156     | +63     |
| San Lorenzo Argentina | 1.ª                    | 1979-M               | 18             | 4              | 9              | 5              | FG             | -                       | -                       | -                       | -                       | -                         | -                         | -                         | -                         | -                         | -                      | -                      | -                      | -                      | 18       | 4       | 9       | 5       | 17/36    | 47.22%      | 28      | 25      | +3      |
| San Lorenzo Argentina | 1.ª                    | 1979-N               | 14             | 6              | 4              | 4              | FG             | -                       | -                       | -                       | -                       | -                         | -                         | -                         | -                         | -                         | -                      | -                      | -                      | -                      | 14       | 6       | 4       | 4       | 16/28    | 57.14%      | 23      | 11      | +12     |
| Total San Lorenzo | Total San Lorenzo      | Total San Lorenzo    | 32             | 10             | 13             | 9              | -              | -                       | -                       | -                       | -                       | -                         | -                         | -                         | -                         | -                         | -                      | -                      | -                      | -                      | 32       | 10      | 13      | 9       | 33/64    | 51.56%      | 51      | 36      | +15     |
| Sevilla · España | 1.ª                    | 1992-93              | 38             | 17             | 9              | 12             | 7°             | 8                       | 5                       | 2                       | 1                       | -                         | -                         | -                         | -                         | -                         | -                      | -                      | -                      | -                      | 46       | 22      | 11      | 13      | 55/92    | 59.78%      | 61      | 47      | +14     |
| Sevilla · España | 1.ª                    | 1996-97              | 4              | 1              | 0              | 3              | Inc.           | -                       | -                       | -                       | -                       | -                         | -                         | -                         | -                         | -                         | -                      | -                      | -                      | -                      | 4        | 1       | 0       | 3       | 3/12     | 25%         | 4       | 9       | -5      |
| Total Sevilla | Total Sevilla          | Total Sevilla        | 42             | 18             | 9              | 15             | -              | 8                       | 5                       | 2                       | 1                       | -                         | -                         | -                         | -                         | -                         | -                      | -                      | -                      | -                      | 50       | 23      | 11      | 16      | 58/104   | 55.77%      | 65      | 56      | +9      |
| Boca Juniors Argentina | 1.ª                    | 1996-C               | 19             | 10             | 3              | 6              | 5°             | -                       | -                       | -                       | -                       | -                         | -                         | -                         | -                         | -                         | -                      | -                      | -                      | -                      | 19       | 10      | 3       | 6       | 33/57    | 57.89%      | 30      | 26      | +4      |
| Boca Juniors Argentina | 1.ª                    | 1996-A               | 17             | 7              | 4              | 6              | Inc.           | -                       | -                       | -                       | -                       | 6                         | 2                         | 4                         | 0                         | 1/4                       | -                      | -                      | -                      | -                      | 23       | 9       | 8       | 6       | 35/69    | 50.72%      | 41      | 30      | +11     |
| Total Boca Juniors | Total Boca Juniors     | Total Boca Juniors   | 36             | 17             | 7              | 12             | -              | -                       | -                       | -                       | -                       | 6                         | 2                         | 4                         | 0                         | -                         | -                      | -                      | -                      | -                      | 42       | 19      | 11      | 12      | 68/126   | 53.97%      | 71      | 56      | +15     |
| Total Clubes | Total Clubes           | Total Clubes         | 524            | 228            | 161            | 135            | -              | 8                       | 5                       | 2                       | 1                       | 34                        | 16                        | 12                        | 6                         | -                         | 1                      | 1                      | 0                      | 0                      | 567      | 250     | 175     | 142     | 706/1216 | 58.06%      | 847     | 626     | +221    |
| Selección | Selección              | Período              | Copa América   | Copa América   | Copa América   | Copa América   | Copa América   | Clasificatorias Mundial | Clasificatorias Mundial | Clasificatorias Mundial | Clasificatorias Mundial | Mundial                   | Mundial                   | Mundial                   | Mundial                   | Mundial                   | Amistosos              | Amistosos              | Amistosos              | Amistosos              | Totales  | Totales | Totales | Totales | Totales  | Totales     | Totales | Totales | Totales |
| Selección | Selección              | Período              | PJ             | PG             | PE             | PP             | Pos.           | PJ                      | PG                      | PE                      | PP                      | PJ                        | PG                        | PE                        | PP                        | Pos.                      | PJ                     | PG                     | PE                     | PP                     | PJ       | PG      | PE      | PP      | Puntos   | % Victorias | GF      | GC      | Dif.    |
| Selección de Colombia | Selección de Colombia  | 1980                 | -              | -              | -              | -              | -              | -                       | -                       | -                       | -                       | -                         | -                         | -                         | -                         | -                         | 2                      | 0                      | 1                      | 1                      | 2        | 0       | 1       | 1       | 1/4      | 25%         | 1       | 4       | -3      |
| Selección de Colombia | Selección de Colombia  | 1981                 | -              | -              | -              | -              | -              | 4                       | 0                       | 2                       | 2                       | -                         | -                         | -                         | -                         | -                         | 5                      | 1                      | 2                      | 2                      | 9        | 1       | 4       | 4       | 6/18     | 33.33%      | 9       | 12      | -3      |
| Total Colombia | Total Colombia         | Total Colombia       | -              | -              | -              | -              | -              | 4                       | 0                       | 2                       | 2                       | -                         | -                         | -                         | -                         | -                         | 7                      | 1                      | 3                      | 3                      | 11       | 1       | 5       | 5       | 7/22     | 31.82%      | 10      | 16      | -6      |
| Selección de Argentina | Selección de Argentina | 1983                 | 4              | 1              | 3              | 0              | 1ªR            | -                       | -                       | -                       | -                       | -                         | -                         | -                         | -                         | -                         | 4                      | 1                      | 2                      | 1                      | 8        | 2       | 5       | 1       | 9/16     | 56.25%      | 8       | 7       | +1      |
| Selección de Argentina | Selección de Argentina | 1984                 | -              | -              | -              | -              | -              | -                       | -                       | -                       | -                       | -                         | -                         | -                         | -                         | -                         | 14                     | 6                      | 5                      | 3                      | 14       | 6       | 5       | 3       | 17/28    | 60.71%      | 15      | 7       | +8      |
| Selección de Argentina | Selección de Argentina | 1985                 | -              | -              | -              | -              | -              | 6                       | 4                       | 1                       | 1                       | -                         | -                         | -                         | -                         | -                         | 6                      | 1                      | 3                      | 2                      | 12       | 5       | 4       | 3       | 14/24    | 58.33%      | 18      | 12      | +6      |
| Selección de Argentina | Selección de Argentina | 1986                 | -              | -              | -              | -              | -              | -                       | -                       | -                       | -                       | 7                         | 6                         | 1                         | 0                         | 1°                        | 3                      | 1                      | 0                      | 2                      | 10       | 7       | 1       | 2       | 15/20    | 75%         | 21      | 10      | +11     |
| Selección de Argentina | Selección de Argentina | 1987                 | 4              | 1              | 1              | 2              | 4°             | -                       | -                       | -                       | -                       | -                         | -                         | -                         | -                         | -                         | 3                      | 1                      | 0                      | 2                      | 7        | 2       | 1       | 4       | 5/14     | 35.71%      | 7       | 8       | -1      |
| Selección de Argentina | Selección de Argentina | 1988                 | -              | -              | -              | -              | -              | -                       | -                       | -                       | -                       | -                         | -                         | -                         | -                         | -                         | 7                      | 1                      | 3                      | 3                      | 7        | 1       | 3       | 3       | 5/14     | 35.71%      | 7       | 11      | -4      |
| Selección de Argentina | Selección de Argentina | 1989                 | 7              | 2              | 3              | 2              | 3°             | -                       | -                       | -                       | -                       | -                         | -                         | -                         | -                         | -                         | 4                      | 0                      | 3                      | 1                      | 11       | 2       | 6       | 3       | 10/22    | 45.45%      | 5       | 8       | -3      |
| Selección de Argentina | Selección de Argentina | 1990                 | -              | -              | -              | -              | -              | -                       | -                       | -                       | -                       | 7                         | 2                         | 3                         | 2                         | 2°                        | 5                      | 1                      | 2                      | 2                      | 12       | 3       | 5       | 4       | 11/24    | 45.83%      | 9       | 10      | -1      |
| Total Argentina | Total Argentina        | Total Argentina      | 15             | 4              | 7              | 4              | -              | 6                       | 4                       | 1                       | 1                       | 14                        | 8                         | 4                         | 2                         | -                         | 46                     | 12                     | 18                     | 16                     | 81       | 28      | 30      | 23      | 86/162   | 53.09%      | 90      | 73      | +17     |
| Selección de Libia | Selección de Libia     | 2000                 | -              | -              | -              | -              | -              | 2                       | 1                       | 0                       | 1                       | -                         | -                         | -                         | -                         | -                         | 1                      | 0                      | 0                      | 1                      | 3        | 1       | 0       | 2       | 3/9      | 33.33%      | 6       | 6       | 0       |
| Total Libia | Total Libia            | Total Libia          | -              | -              | -              | -              | -              | 2                       | 1                       | 0                       | 1                       | -                         | -                         | -                         | -                         | -                         | 1                      | 0                      | 0                      | 1                      | 3        | 1       | 0       | 2       | 3/9      | 33.33%      | 6       | 6       | 0       |
| Total Selecciones | Total Selecciones      | Total Selecciones    | 15             | 4              | 7              | 4              | -              | 5                       | 3                       | 4                       | 14                      | 4                         | 2                         | -                         | 54                        | 13                        | 20                     | 95                     | 30                     | 35                     | 96/193   | 49.74%  | 106     | 95      | +11      |             |         |         |         |
| Total en su carrera | Total en su carrera    | Total en su carrera  | 539            | 232            | 168            | 139            | -              | 10                      | 5                       | 5                       | 48                      | 16                        | 8                         | -                         | 55                        | 14                        | 20                     | 662                    | 280                    | 210                    | 802/1409 | 56.92%  | 953     | 721     | +232     |             |         |         |         |
| P = Partidos; G = Ganados; E = Empatados; P = Perdidos; Pos = Posición; GF = Goles Anotados; GC = Goles Recibidos; DG = Diferencia de goles (*) Incluye Copa del Rey (**) Incluye Copa Libertadores y Supercopa Sudamericana (***) Incluye Clasificación Copa Libertadores Actualizado el 26 de junio de 2004. |                        |                      |                |                |                |                |                |                         |                         |                         |                         |                           |                           |                           |                           |                           |                        |                        |                        |                        |          |         |         |         |          |             |         |         |         |

| Equipo    | Torneo            | Estadísticas | Estadísticas | Estadísticas | Estadísticas | Estadísticas | Estadísticas | Estadísticas | Estadísticas |
| Equipo    | Torneo            | PJ           | G            | E            | P            | GF           | GC           | DG           | Efectividad% |
| --------- | ----------------- | ------------ | ------------ | ------------ | ------------ | ------------ | ------------ | ------------ | ------------ |
| Argentina | Amistoso          | 46           | 12           | 18           | 16           | 48           | 47           | +1           | 45,65%       |
| Argentina | Copa América 1983 | 4            | 1            | 3            | 0            | 5            | 4            | +1           | 62,50%       |
| Argentina | Eliminatoria 1986 | 6            | 4            | 1            | 1            | 12           | 6            | +6           | 75%          |
| Argentina | Mundial 1986      | 7            | 6            | 1            | 0            | 14           | 5            | +9           | 92,88%       |
| Argentina | Copa América 1987 | 4            | 1            | 1            | 2            | 5            | 4            | +1           | 37,50%       |
| Argentina | Copa América 1989 | 7            | 2            | 3            | 2            | 2            | 4            | -2           | 50%          |

## Participaciones como seleccionador

### Participaciones en Copas del Mundo
| Mundial                        | Sede   | Resultado  |
| ------------------------------ | ------ | ---------- |
| Copa Mundial de Fútbol de 1986 | México | Campeón    |
| Copa Mundial de Fútbol de 1990 | Italia | Subcampeón |

### Participaciones en Copa América
| Copa              | Sede       | Resultado     |
| ----------------- | ---------- | ------------- |
| Copa América 1983 | Sudamérica | Primera ronda |
| Copa América 1987 | Argentina  | Cuarto puesto |
| Copa América 1989 | Brasil     | Tercer puesto |

## Palmarés

### Como jugador

#### Campeonatos nacionales
| Título           | Club                    | País      | Año    |
| ---------------- | ----------------------- | --------- | ------ |
| Primera División | San Lorenzo             | Argentina | 1959   |
| Primera División | Estudiantes de La Plata | Argentina | M-1967 |

#### Campeonatos internacionales
| Título                                 | Club                    | Sede       | Año  |
| -------------------------------------- | ----------------------- | ---------- | ---- |
| Juegos Panamericanos                   | Argentina sub-23        | Chicago    | 1959 |
| Torneo Preolímpico Sudamericano Sub-23 | Selección Argentina     | Perú       | 1960 |
| Copa Libertadores                      | Estudiantes de La Plata | Montevideo | 1968 |
| Copa Intercontinental                  | Estudiantes de La Plata | Mánchester | 1968 |
| Copa Interamericana                    | Estudiantes de La Plata | Montevideo | 1969 |
| Copa Libertadores                      | Estudiantes de La Plata | La Plata   | 1969 |
| Copa Libertadores                      | Estudiantes de La Plata | Montevideo | 1970 |

### Como entrenador

#### Campeonatos nacionales
| Título           | Club                    | País      | Año  |
| ---------------- | ----------------------- | --------- | ---- |
| Primera División | Estudiantes de La Plata | Argentina | 1982 |

#### Campeonatos internacionales
| Título                  | Club                   | Sede   | Año  |
| ----------------------- | ---------------------- | ------ | ---- |
| Copa Mundial de la FIFA | Selección de Argentina | México | 1986 |

#### Distinciones individuales
| Distinción                                                  | Año  |
| ----------------------------------------------------------- | ---- |
| Entrenador del año en Sudamérica                            | 1986 |
| Entrenador del año en Sudamérica                            | 1987 |
| Premio Konex - Mención Especial                             | 1990 |
| Miembro del Salón de la Fama del Fútbol                     | 2018 |
| Declarado ciudadano ilustre de la Provincia de Buenos Aires | 2020 |

### Como mánager
| Título              | Club                       | Sede      | Año  | Entrenador        |
| ------------------- | -------------------------- | --------- | ---- | ----------------- |
| Sudamericano Sub-17 | Selección Argentina Sub-17 | Argentina | 2013 | Humberto Grondona |